# Ellinókastro (ort i Grekland, Nomós Kardhítsas)
Ellinókastro är en ort i Grekland.   Den ligger i prefekturen Nomós Kardhítsas och regionen Thessalien, i den centrala delen av landet, 230 km nordväst om huvudstaden Aten. Ellinókastro ligger 511 meter över havet och antalet invånare är 202.
Terrängen runt Ellinókastro är varierad. Runt Ellinókastro är det ganska glesbefolkat, med 23 invånare per kvadratkilometer. Närmaste större samhälle är Trikala, 18,7 km norr om Ellinókastro. I omgivningarna runt Ellinókastro växer i huvudsak blandskog.